# Dschinghis Khan
Para la canción, ver Dschinghis Khan (canción).

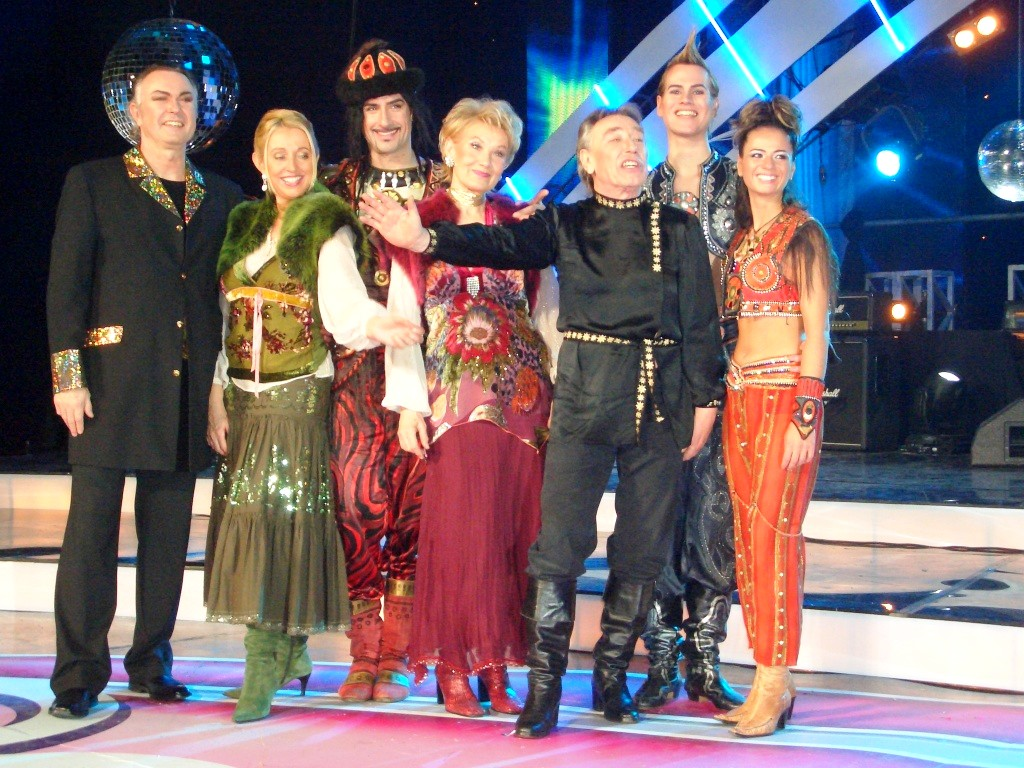
Banda 2005: Wolfgang Heichel, Henriette Strobel, Stefan Track, Edina Pop, Steve Bender, Daniel Käsling, Ebru Kaya

Dschinghis Khan (pronunciación IPA: 'dʒɪŋ.ɪs kaːn) es una banda de pop alemana, originalmente fue creada en 1979 para competir en el Festival de la Canción de Eurovisión. El nombre de la banda fue escogido para cuadrar con la canción del mismo nombre, escrita y producida por Ralph Siegel con letra de Bernd Meinunger.
En 2018, volvieron a grabar su canción Moskau con el productor Ralph Siegel y los cantantes Jay Khan, Alexander Malinin y Ustinya Malinin, Jorge Jiménez y Marifer Medrano para la Copa Mundial de la FIFA 2018. [16] En abril de 2018, el miembro original Wolfgang Heichel y Stefan Track, recién salido de su spin-off Rocking Son of Dschinghis Khan, formaron un nuevo Dschinghis Khan después de que Heichel ganara los derechos del nombre en Alemania y España. [17] Henriette Strobel, Edina Pop, Claus Kupreit y el productor Heinz Gross también poseen los derechos sobre el nombre Dschinghis Khan,[18] con ambas patentes del grupo que revelan el uso de un logotipo determinado. Por lo tanto, hay dos grupos de discotecas con el nombre de Dschinghis Khan.
El 12 de septiembre de 2020 uno de sus miembros, Johannes Kupreit (30) falleció en un accidente de tráfico.
Miembros
Edina Pop (nacida el 4 de febrero de 1941 como Marika Késmárky en Budapest, Hungría) (1979-1985, 1995, 2005-presente)
Henriette Strobel (divorciada de Heichel) (nacida el 13 de noviembre de 1953 en Nieuwer Amstel, Países Bajos) (1979-1985, 1986, 2005-presente)
Steve Bender (nacido el 2 de noviembre de 1946 como Karl-Heinz Bender en Maguncia; fallecido el 7 de mayo de 2006 en Múnich) (1979-1981, 1995, 2005-2006)
Wolfgang Heichel (nacido el 4 de noviembre de 1950 en Meißen) (1979–1985, 2005–2014, 2018-, formando un nuevo Dschinghis Khan)
Leslie Mándoki (nacido el 7 de enero de 1953 como László Mándoki en Budapest, Hungría) (1979-1985, 1986, 1995)
Louis Hendrik Potgieter (nacido el 4 de abril de 1951 en Pretoria, Sudáfrica; fallecido el 12 de noviembre de 1993 en Port Elizabeth, Sudáfrica) [18] (1979-1985, 1986)
Miembros posteriores (selección)

Stefan Track'''' (nacido el 15 de septiembre en Aalen, Alemania) (2005-2006, 2018-, formando el segundo Dschinghis Khan con Heichel)
Daniel Käsling (2005-2007, como Ögödei Khan)
Kaya Ebru (エ プ ル ・ カ ー ヤ) (2005-2007, como Eltuya Khan)
Claus Kupreit'''' (2007-presente, reemplazó a Track y desde entonces ha sido Igei Khan y coreógrafo principal de Dschinghis Khan de Strobel y Pop)
''Angelika Erlacher'''' (2016-presente, Eltuya Khan en Strobel and Pop's Dschinghis Khan)

Johannes Kupreit (2011-2020, Ögödei Khan en Strobel and Pop's Dschinghis Khan; murió el 12 de septiembre de 2020)
Läm Virat Phetnoi (2012-presente, Yassa Khan en Strobel and Pop's Dschinghis Khan)
Jan Großfeld (2019-presente, Bärke Khan en Strobel and Pop's Dschinghis Khan)

## Discografía
Dschinghis Khan 
34 versiones	Jupiter Records, Jupiter Records		1979		
Dschinghis Khan - Viva diseño del álbum	
Viva 
8 versiones	Jupiter Records, Jupiter Records		1980		
Dschinghis Khan - Greatest Hits = グレイテスト・ヒッツ diseño del álbum	
Genghis Khan* = ジンギスカン* - Greatest Hits = グレイテスト・ヒッツ 
5 versiones	Jupiter Records		1980		
Dschinghis Khan - Rom diseño del álbum	
Rom 
11 versiones	Jupiter Records, Jupiter Records		1980		
Dschinghis Khan - Wir Sitzen Alle Im Selben Boot diseño del álbum	
Wir Sitzen Alle Im Selben Boot 
16 versiones	Jupiter Records, SR International		1981		
Dschinghis Khan - Helden, Schurken & Der Dudelmoser diseño del álbum	
Helden, Schurken & Der Dudelmoser 
7 versiones	Jupiter Records		1982		
Dschinghis Khan - Corrida diseño del álbum	
Corrida 
2 versiones	Jupiter Records, Jupiter Records		1983		
Dschinghis Khan - The Jubilee Álbum diseño del álbum	
The Jubilee Álbum 
2 versiones	Jupiter Records, BMG		2004		
Dschinghis Khan - 7 Leben diseño del álbum	
7 Leben 
2 versiones	Koch Universal		2007		
Sencillos & EPs
Dschinghis Khan - Hadschi Halef Omar diseño del álbum	
Hadschi Halef Omar 
11 versiones	Jupiter Records, Jupiter Records		1979		
Dschinghis Khan - Dschinghis Khan / Sahara diseño del álbum	
Dschinghis Khan / Sahara 
13 versiones	Jupiter Records, Jupiter Records		1979		
Dschinghis Khan - Genghis Khan / Desert Land diseño del álbum	
Genghis Khan / Desert Land 
26 versiones	Jupiter Records, Jupiter Records		1979		
Dschinghis Khan - Moskau diseño del álbum	
Moskau 
41 versiones	Jupiter Records, Jupiter Records		1979		
Dschinghis Khan - Rom diseño del álbum	
Rom 
14 versiones	Jupiter Records, Jupiter Records		1980		
Dschinghis Khan - Samurai / China Boy diseño del álbum	
Samurai / China Boy 
2 versiones	Jupiter Records		1980		
Dschinghis Khan - Jardín de Ala / Samurai diseño del álbum	
Jardín de Ala / Samurai (7")	Jupiter Records	586011	1980		
Dschinghis Khan - Sierra Nevada / Kontiki diseño del álbum	
Sierra Nevada / Kontiki (7")	Jupiter Records	586012	1980		
Dschinghis Khan - Pistolero diseño del álbum	
Pistolero 
4 versiones	Tonpress		1981		
Dschinghis Khan - Loreley diseño del álbum	
Loreley 
7 versiones	Jupiter Records, Jupiter Records		1981		
Dschinghis Khan - Pistolero / Sierra Nevada diseño del álbum	
Pistolero / Sierra Nevada 
8 versiones	Jupiter Records, Jupiter Records		1981		
Dschinghis Khan - Pistolero / Sierra Nevada diseño del álbum	
Pistolero / Sierra Nevada (7", Maxi)	Fermata	45-90058-A	1981		
Dschinghis Khan - What Shall We Do With The Drunken Sailor / Michael diseño del álbum	
What Shall We Do With The Drunken Sailor / Michael (12")	Jupiter Records	6.20116	1981		
Dschinghis Khan - Wir Sitzen Alle Im Selben Boot diseño del álbum	
Wir Sitzen Alle Im Selben Boot (7", Single)	Jupiter Records, Jupiter Records	6.13 275, 6.13275 AC	1981		
Dschinghis Khan - Rocking Son Of Genghis Khan diseño del álbum	
Rocking Son Of Genghis Khan (7")	Young	302.7002	1981		
Dschinghis Khan - Klabautermann diseño del álbum	
Klabauterman

## Larga duración
- Dschinghis Khan (1979)
- Rom (1980) ("Roma")
- Viva (1980)
  - Relanzamiento de Rom sin canciones extras.
- Wir sitzen alle im selben Boot (1981) ("Estamos todos en el mismo barco")
- Helden, Schurken & der Dudelmoser (1982) ("Héroes, Villanos & el Dudelmoser")
- Corrida (1983)
- Huh Hah Dschinghis Khan - Ihre Grössten Erfolge (1993)
- Die Großen Erfolge (1999)
- Jubilee (2004)
- 7 Leben (2007)

## Sencillos
(sólo lanzamientos alemanes)
- Dschinghis Khan (1979)
- Moskau (1979)  ("Moscú")
- Hadschi Halef Omar (1979) ("Hadschi Halef Omar")
- Rom (1980)
- Machu Picchu (1980)
- Pistolero (1981)
- Loreley (1981) ("Lorelei")
- Wir sitzen alle im selben Boot (1981)
- Klabautermann (1982)
- Der Dudelmoser (1982)
- Himalaja (1983) ("Himalaya")
- Olé Olé (1984)
- Mexiko (1985) ("México")